# 埃莉萨·斯洛特金
埃莉萨·布莱尔·斯洛特金（Elissa Blair Slotkin，1976年7月10日—）为美国政治人物，自2025年起担任密歇根州资前联邦参议员。而在2019年至2025年间，她担任密歇根州第7国会选区联邦众议院议员。在此期间，第8选区覆盖的范围从兰辛一直延伸到底特律北部郊区。斯洛特金是民主党人，曾任中央情报局分析师和国防部官员。
斯洛特金在2024年选举中以48.6%的得票率惊险赢得联邦参议员席位。

## 早年生活及教育
斯洛特金于1976年7月10日生于纽约，是科特·斯洛特金和朱迪思·斯洛特金 (娘家姓斯皮茨) 的女儿。她是犹太人。斯洛特金早年生活在位于密歇根州霍利的一处农场，就读于布卢姆菲尔德山的克兰布鲁克金斯伍德学校。她的家庭农场是海格莱德肉类公司的组成部分，该公司由她的曾祖父塞缪尔·斯洛特金所创。而她的曾祖父于1900年从明斯克移民至美国。海格莱德是Ball Park Franks背后的原公司，目前归泰森食品所有。

## 投身政治
2017 年，斯洛特金宣佈競選密西根州第 8 國會選區，并意外擊敗了尋求連任的對手。後來密西根州進行了重新劃分選區，她的選區更改為第7選區，并是全州競爭最激烈的紫色選區之一。
在2022年中期選舉，斯洛特金取得了共和黨人利茲·切尼的背書，并籌得超過980萬美元的競選資金，最終以 51.5% 的得票率擊敗共和黨候選人，成功連任眾議員。
在2024年美國選舉，原任民主黨參議員黛比·史戴比拿宣佈不尋求連任，斯洛特金代表民主黨出戰密西根州联邦参议员選舉，最終以微弱優勢擊敗共和黨對手麥克·羅傑斯，成功當選联邦参议员。

## 政治立場
斯洛特金被廣泛認為屬於中間派民主黨人，她是眾議院中最具兩黨合作精神的議員之一。